# Мугла (вилајет)
Мугла (тур. Muğla ili) је вилајет у Турској. Популација вилајета износи 25.066 становника. Административни центар вилајета је град Мугла.